# Brachyta
Genre
Brachyta est un genre de coléoptères de la famille des cérambycidés, de la sous-famille des lepturinés.
En France, les espèces du genre Brachyta sont toutes des espèces de montagne.

## Espèces rencontrées en Europe
- Brachyta balcanica (Hampe, 1870)
- Brachyta borni (Ganglbauer, 1903)
- Evodinus (Brachyta) clathratus (Fabricius, 1793)[2]
- Brachyta interrogationis (Linnaeus, 1758)
- Brachyta variabilis (Gebler 1817)